# Anura pallidivirens
Anura pallidivirens là một loài thực vật có hoa trong họ Cúc. Loài này được (Kult.) Tschern. mô tả khoa học đầu tiên năm 1962.